# 아산 만질 박물관

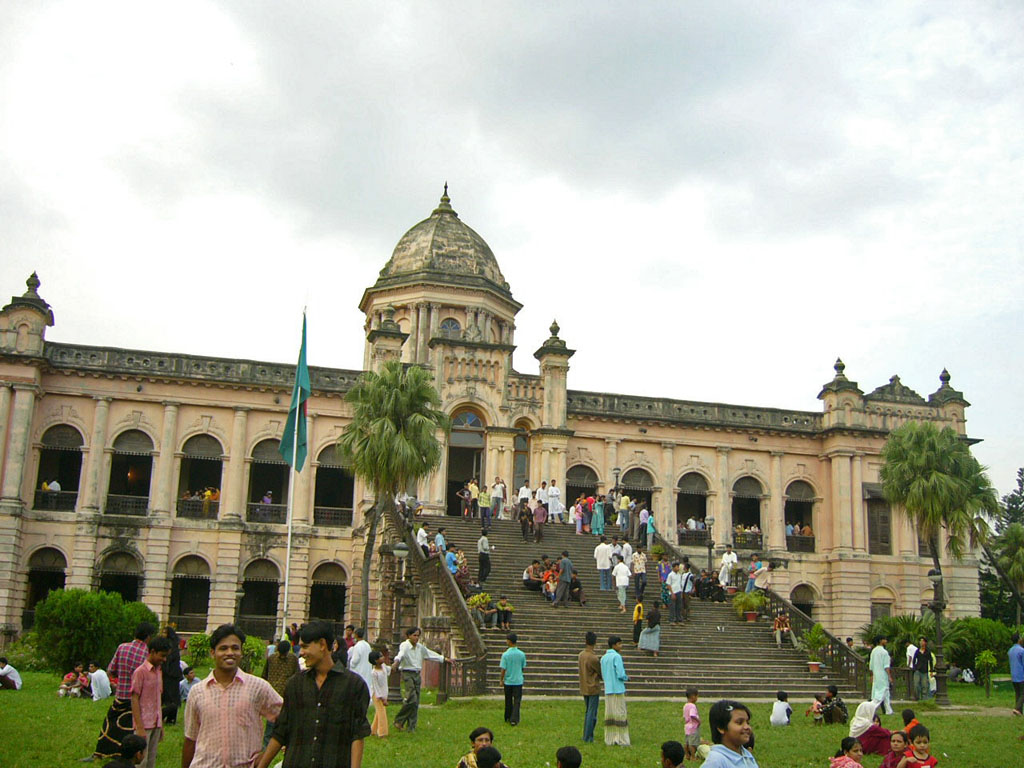
궁전의 모습

아산 만질 박물관(벵골어:  আহসান মঞ্জিল)은 방글라데시의 왕가가 머무는 공식 궁정이다. 방글라데시의 수도인 다카 인근의 강뚝에 위치하며 지금은 박물관으로도 쓰인다.

## 역사

### 초기
현재까지 궁전은 상당히 복잡한 역사를 겪어왔다. 사실 무굴 왕조 말기에는 프랑스의 식민 무역 기지와 같은 역할을 겸하기도 했다. 바리살 강의 유역에 위치하고 있는 이곳은 1830년 다카의 지방장관직을 겸하던 카와자 알무라(Nawab Khwaja Alimullah)가 프랑스에서 사들여 공식 관저로 개보수 작업을 한 것을 일컫는다. 최종 건축은 마틴 사에서 담당하였으며 최종 공사는 카와자 압둘 가니가 맡았다.

## 건설
궁전의 건축은 1859년시작하여 1872년에 완공되었다. 압둘 가니 장관은 그의 아들의 이름을 따서 궁전의 이름을 아산 만질이라고 지었다고 한다. 새롭게 지어진 궁전은 원래 랑 마할이라고 불렸다. 1888년 4월 7일 아산 만질 궁전 인근에 폭풍이 몰아치는 바람에 인근 지역은 완전히 황폐화되고 말았다. 때문에 이후 재건축에 상당한 시일이 걸렸다.
재건축 시기에는 그동안 하지 못했던 주변 건물 확충과 개보수가 이루어졌다. 또한 건물을 좀 더 귀족적으로 꾸미기 위해서 돔형의 모양도 위에 추가하였다.
이후에 1897년에는 다시 큰 지진 피해를 입어 재건축이 있었다.

## 궁전
아산 만질 궁전은 박물관의 역할을 맡게 되면서 다카 일대의 수많은 관광객을 맞아 들이는 곳으로 변모하고 있다. 아산 만질은 방글라데시의 기념비적인 건물로 꼽힘과 동시에 가장 특징적인 건축물로 손꼽힌다.
2층으로 지어진 궁전은 125.4 M x 28.75 M의 크기로서 1층에서 잰 높이는 5미터에 달한다. 궁전의 현관 격에 해당하는 주랑은 빼놓을 수 없는 아름다움을 보여주는 곳으로서 건물의 남쪽으로 쭉 이어지면서 쭉 뻗은 길을 잇는다. 이 길을 이어가면 궁전 앞의 정원으로도 이어진다. 멀지 않은 곳에 강이 있기 때문에 정원을 가꾸는 데에는 더할나위 없이 좋은 조건이다.
정원의 앞쪽에는 분수대가 있었지만 지금은 존재하지 않는다. 북쪽과 남쪽 건물 부근에는 건물에 베란다가 있어서 반원 모양의 베란다 앞에서 아름다움을 만끽할 수 있다. 내부 구조와 베란다는 모두 화강암 재질이다.
궁전의 돔형 구조물을 건축하기 위해서는 복원 과정에 있어 벽돌 쌓기의 중요성이 무척 컸다. 때문에 윗 부분의 방은 8각형의 형태로 지어졌고 위의 돔을 받치고 있다. 8각형의 각 측면이 뻗어서 돔형을 이루고 있다고 보면 된다. 땅 위에서 돔까지의 높이는 약 27m이다.